# Serie A2 (volleyboll, damer)
Serie A2 är den näst högsta serien i volleyboll för damer i Italien. Serien har funnits sedan säsongen 1977/1978. Den skapades genom att dåvarande Serie A delades upp i serie A1 och serie A2. Den bestod ursprungligen av två (parallella) serie om tio lag där vinnarna av serierna gick upp till serie A1. Tävlingen organiseras  sedan 1987 (liksom serie A1) av Lega Pallavolo Serie A femminile enligt regler bestämda av FIPAV, det italienska volleybollförbundet.
Antalet lag har varierat under årens lopp, liksom förutsättningarna under vilka lag kvalificerar sig för spel i serie A1 eller relegeras till serie B1. Från slutet av 1980-talet till säsongen 1999/2000 bestod serie A2 av enbart en serie. Säsongen 2021/2022 består den av elva lag i två serier.
Förutom seriespelet spelar deltagarna i serien även en egen cup, Coppa Italia di Serie A2.